# Красное (Брагинский район)
Кра́сное (бел. Кра́снае) — агрогородок в Новоиолченском сельсовете Брагинского района Гомельской области Беларуси. Административный центр Новоиолченского сельсовета.

## География

### Расположение
В 39 км на юго-восток от Брагина, 2 км от железнодорожной станции Иолча (на линии Овруч — Чернигов), 169 км от Гомеля.

## Транспортная система
Рядом автомобильная дорога Комарин — Брагин.
Планировка состоит из бессистемной застройки, разделенной каналом на южную и северную части. Жилые дома деревянные усадебного типа.

## История
По письменным источникам известна с XVIII века. В 1881 году упомянута как деревня в Речицком уезде Минской губернии, владение Солтанова. В 1932 году организован колхоз «Интернационал», работали кузница, паровая мельница (с 1929 года). Во время Великой Отечественной войны на фронтах и в партизанской борьбе погибли 174 местных жителя, в память о погибших в 1968 году в центре деревни установлен обелиск. В 1959 году — центр совхоза «Красное». Располагались средняя школа, Дом культуры, библиотека, больница, отделение связи, швейная мастерская, 2 магазина, столовая.
В настоящее время находится контрольный пункт по наблюдению за радиационной загрязнённой местностью с которой выселены жители.
18 января 2011 года деревня Красное преобразована в агрогородок.

## Население

### Численность
- 2004 год — 146 хозяйств, 404 жителя

## Галерея

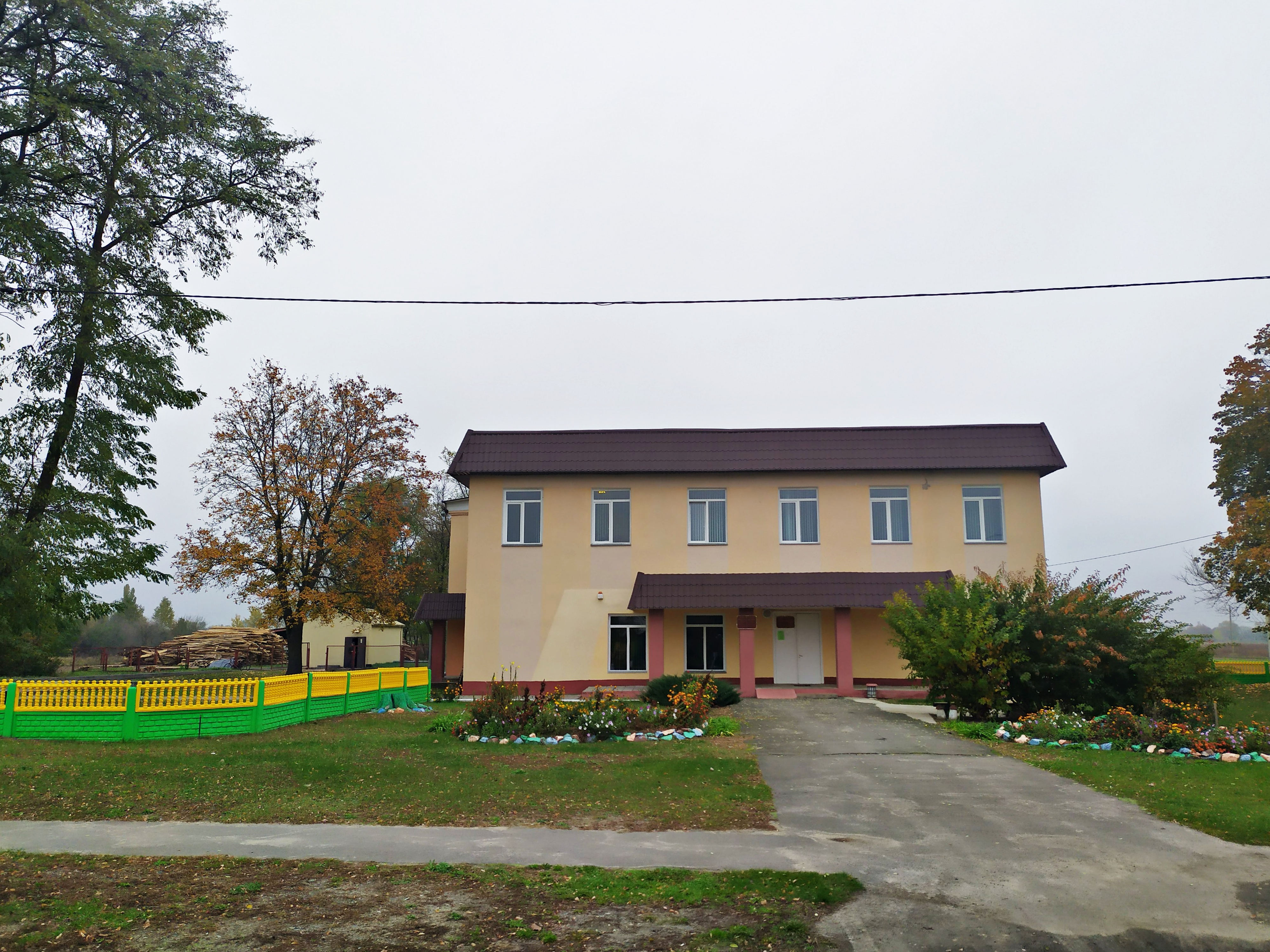
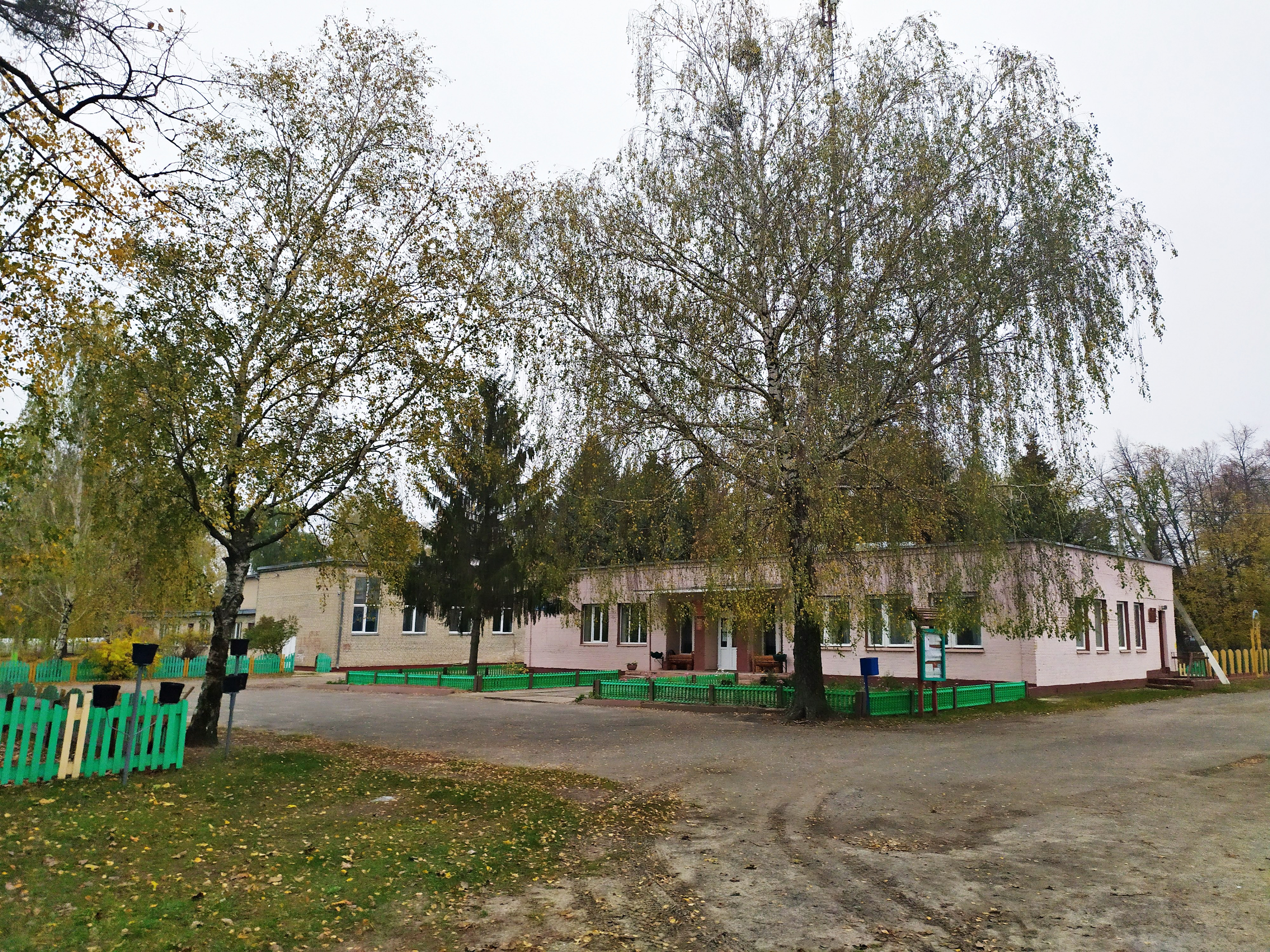
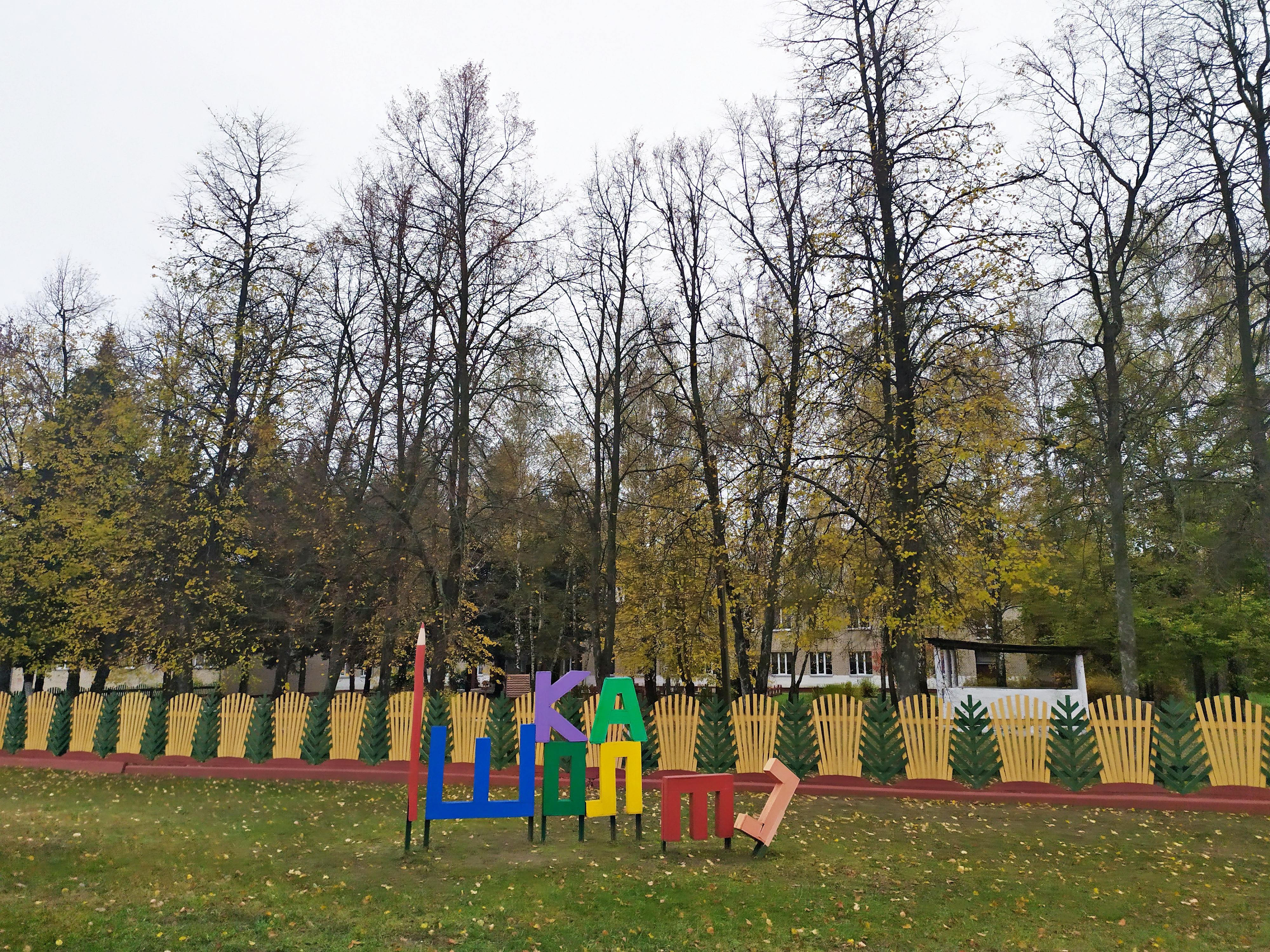
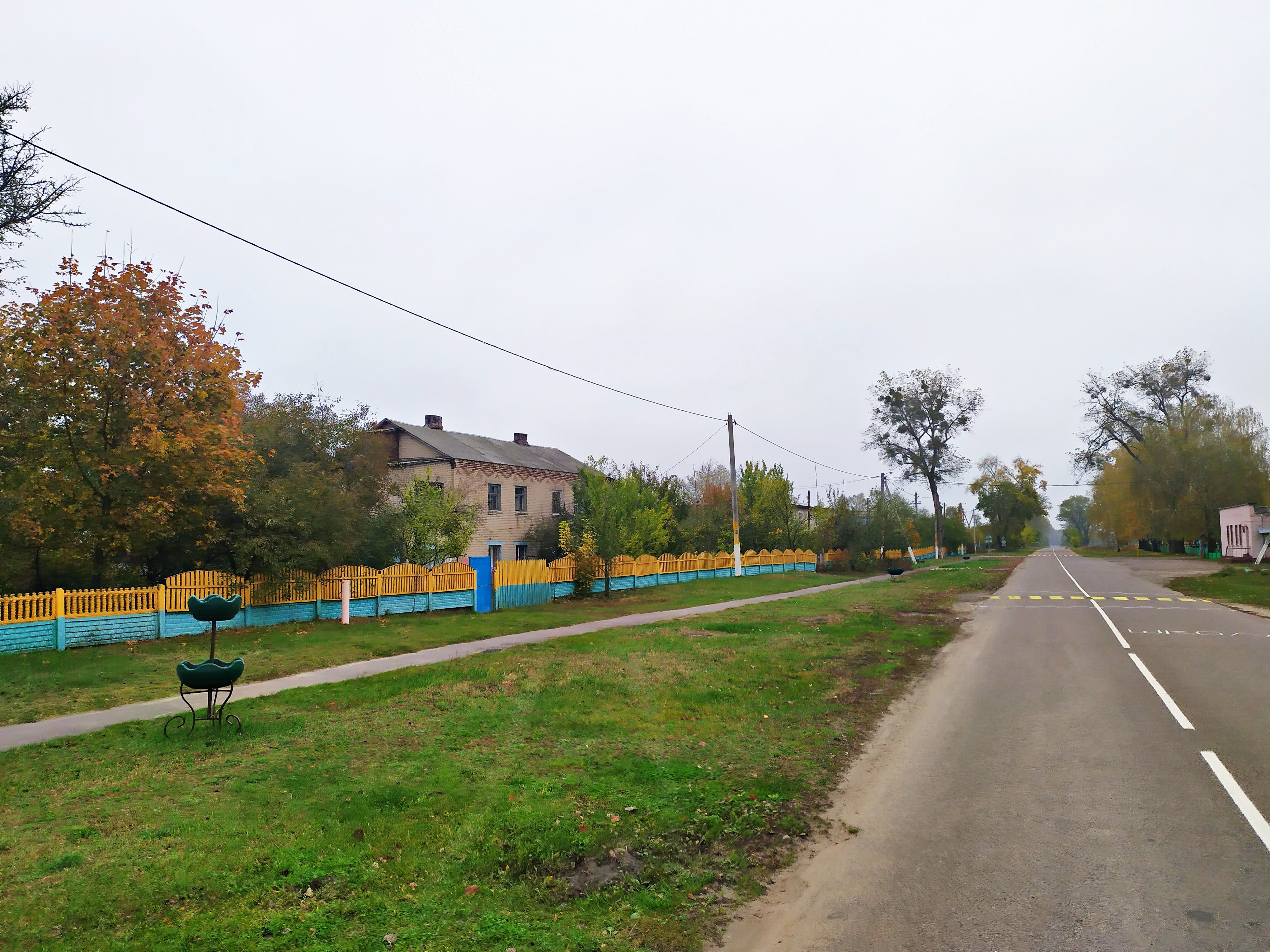
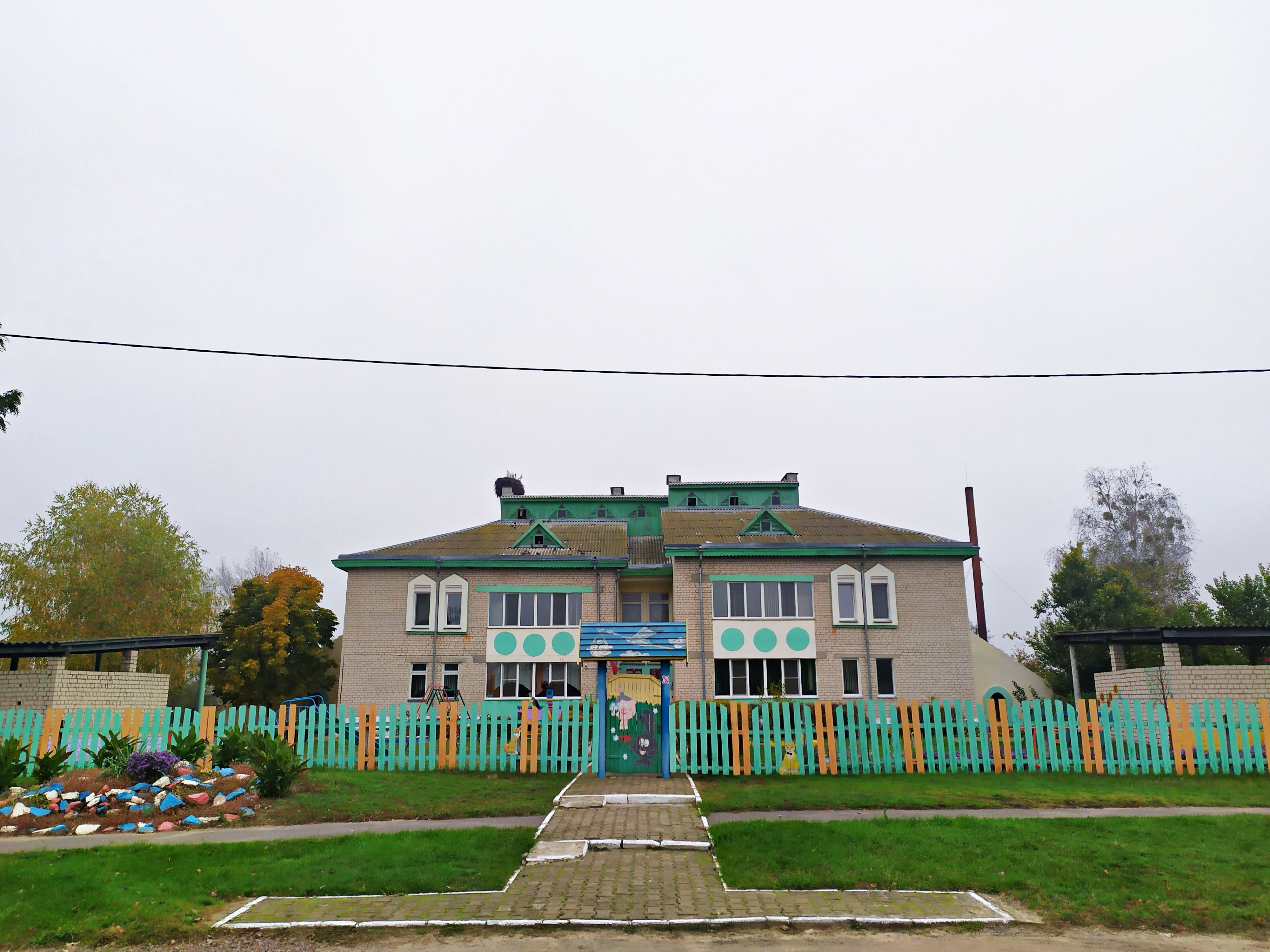
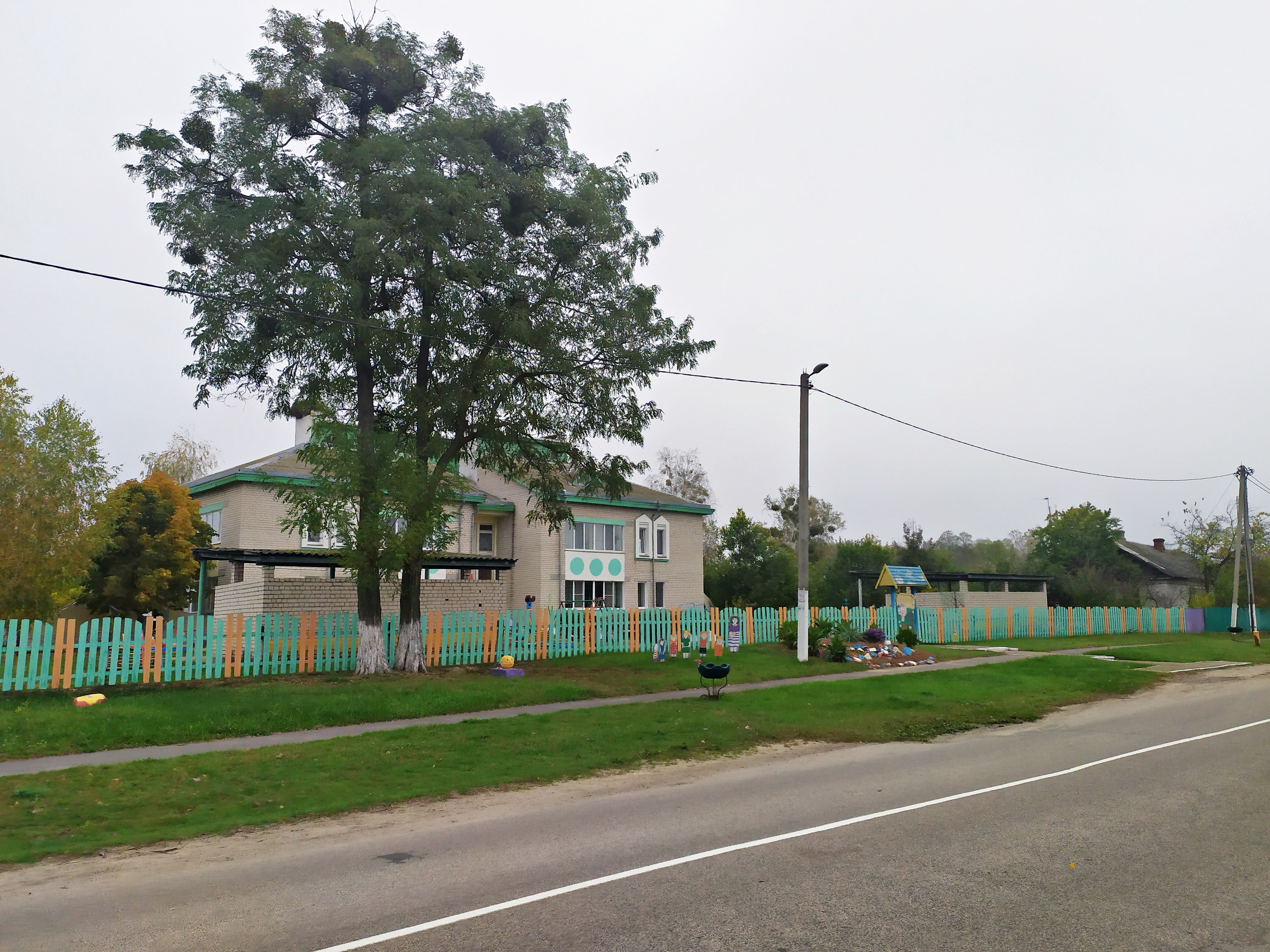
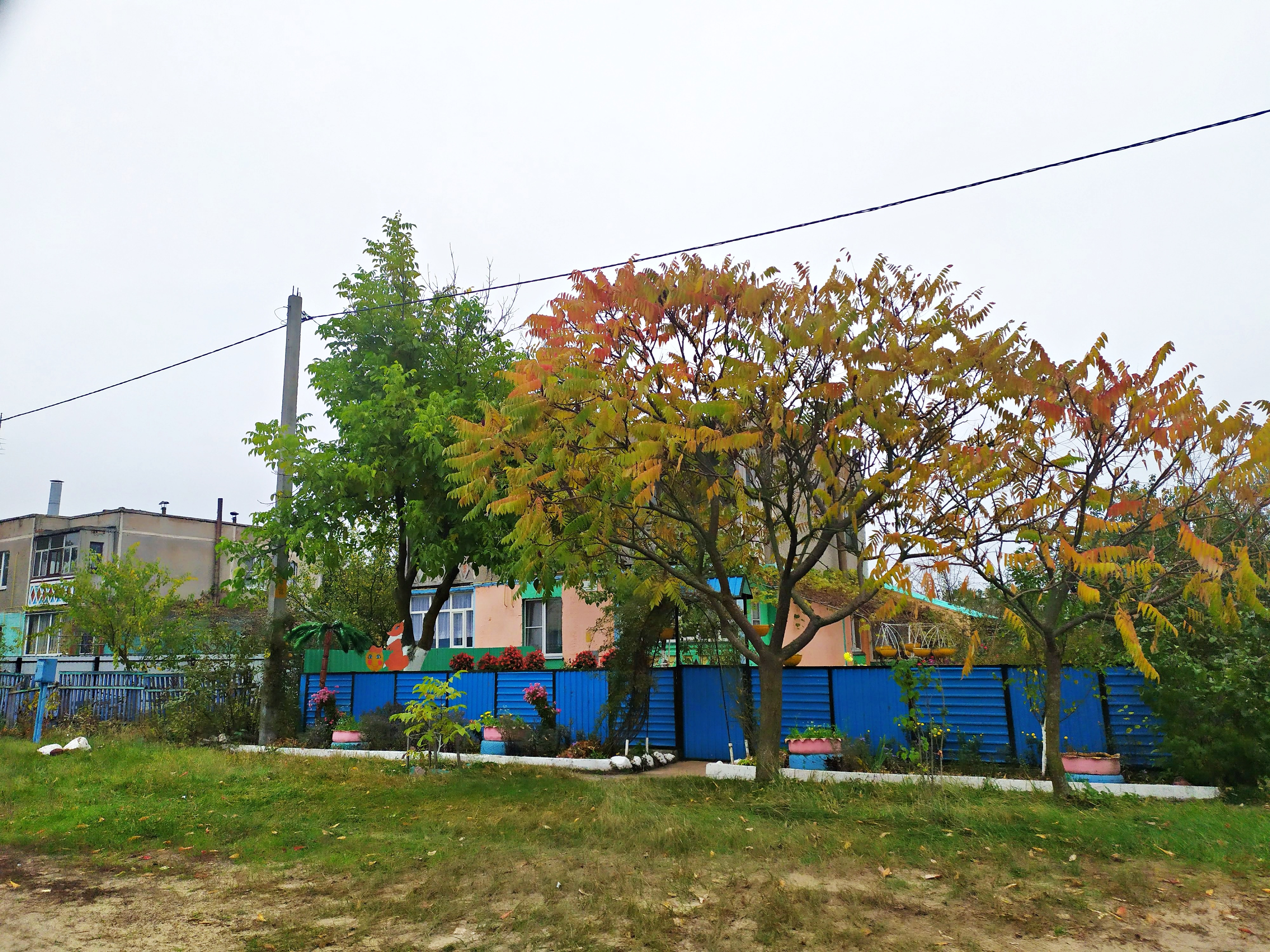
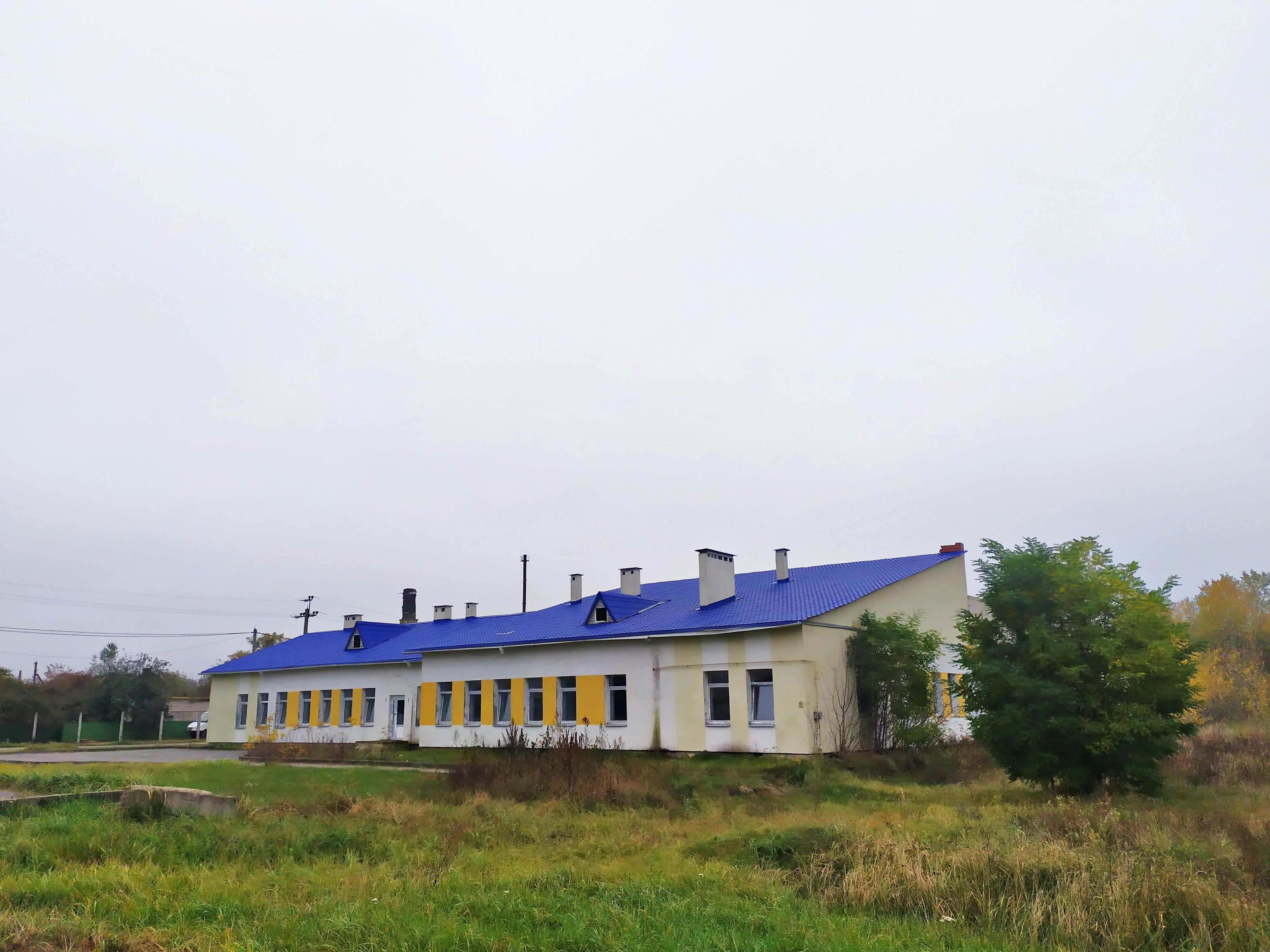

### Динамика
- 1931 год — 18 дворов, 120 жителей
- 1959 год — 193 жителя (согласно переписи)
- 2004 год — 146 хозяйств, 404 жителя

## Достопримечательность
- Воинский мемориал